# Saldatura

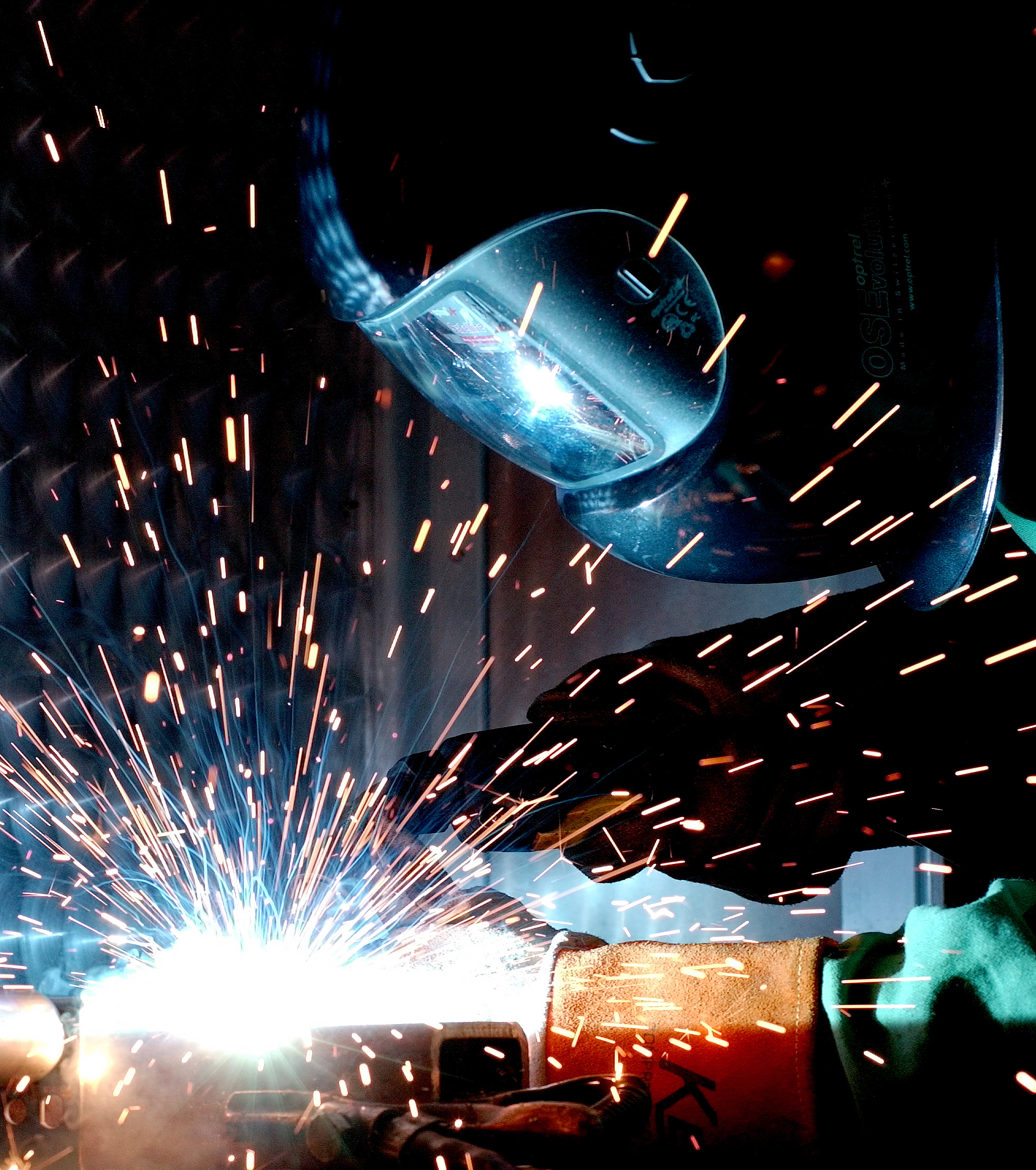
Saldatura GMAW (Gas Metal Arc Welding).

La saldatura è il procedimento che permette l'unione fisico/chimica di due giunti mediante la fusione degli stessi, o tramite metallo d'apporto. Tale materiale può essere il materiale componente le parti stesse che vengono unite, ma può anche interessare materiale estraneo ad esse, detto materiale di apporto: nel primo caso si parla di saldatura autogena (con o senza materiale d'apporto a seconda dei casi) nel secondo di saldatura eterogenea o brasatura (in cui la fusione interessa solo il materiale d'apporto). 
Realizza un collegamento permanente che si differenzia da altri collegamenti permanenti (ad esempio chiodatura o incollatura) che non realizzano la continuità del materiale. Con alcuni processi di saldatura autogena, qualora eseguita correttamente e secondo certi principi, viene garantita anche una continuità quasi totale nelle caratteristiche stesse del materiale delle parti unite.
Nella sua accezione più ampia la saldatura si riferisce all'unione mediante apporto di calore di diversi materiali tra loro, o con materiali simili, dato che si effettua comunemente ad esempio la saldatura di materie plastiche. Anche il vetro può essere "saldato", ma la saldatura per antonomasia avviene tra metalli.
La saldatura espone a rischi per la salute ed è necessario prendere opportune protezioni per evitare: ustioni, folgorazioni, danni alla vista, inalazione di gas velenosi e fumi, esposizione ad un'intensa radiazione ultravioletta.

## Storia
Fin dal Medioevo si univano parti in ferro riscaldandole al calor giallo-bianco sulla forgia e successivamente martellandole fino a renderle omogenee. Tuttavia, per avere dei procedimenti di saldatura con caratteristiche omogenee e riproducibili, fu necessario arrivare al 1901 con la saldatura ossiacetilenica, in cui si univano le parti per fusione dei lembi. In questo procedimento di saldatura l'energia necessaria alla fusione dei pezzi era fornita dalla combustione di un gas (nel caso specifico acetilene) con ossigeno puro. Raggiungendo temperature sufficientemente elevate (e superiori alla temperatura di fusione del ferro) non era più necessaria l'operazione di martellatura per unire i pezzi, a tutto vantaggio della semplicità e della ripetibilità dell'operazione.

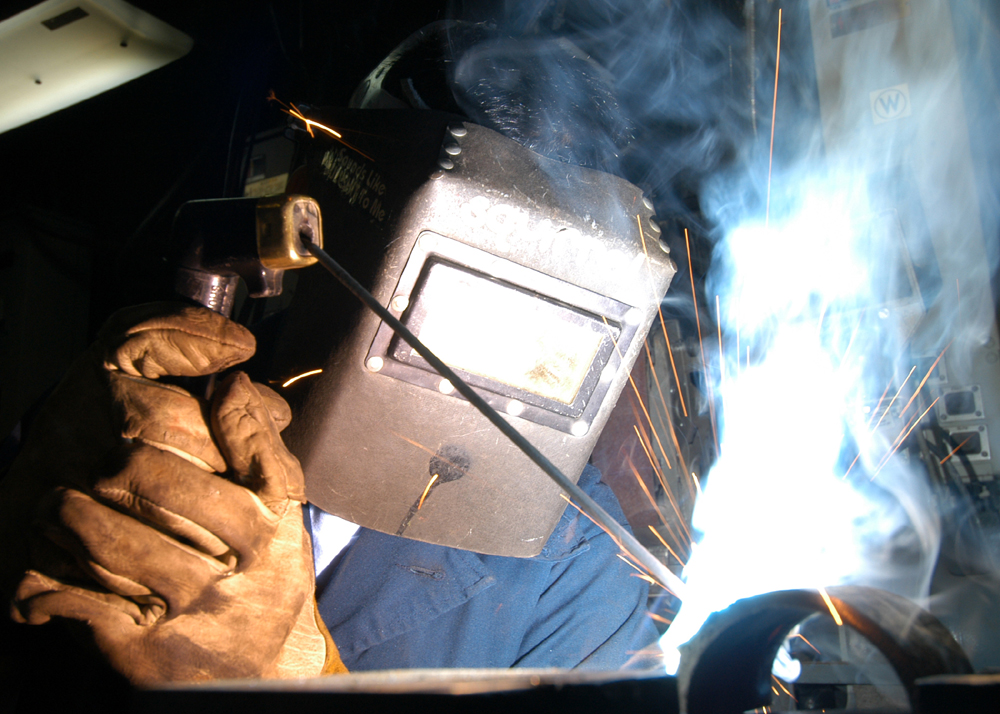
Saldatura a elettrodo rivestito.

Agli inizi del XX secolo si svilupparono generatori elettrici sufficientemente potenti per generare un arco avente una potenza sufficiente alla fusione del ferro. Il primo procedimento di saldatura che fu sviluppato utilizzando l'energia dell'arco elettrico fu il procedimento a elettrodo non protetto, attualmente completamente abbandonato a favore del procedimento a elettrodo rivestito, in cui il rivestimento svolge tutta una serie di funzioni fondamentali per la produzione di un giunto di buone caratteristiche.
Nel 1925 veniva messo a punto il procedimento di saldatura a resistenza, oggi utilizzato ampiamente in ambito industriale per produzioni di grande serie.
Nel corso della Seconda guerra mondiale fu sentita l'esigenza di produrre giunti saldati di buona qualità con una produttività maggiore di quella che poteva essere data dall'elettrodo rivestito, quindi negli Stati Uniti fu incominciato lo studio dei procedimenti a filo continuo, ed in particolare dell'arco sommerso, che permetteva una produttività ed una riproducibilità assolutamente maggiori di quelle dei procedimenti a elettrodo rivestito.
Nel dopoguerra furono sviluppati (anni cinquanta) i procedimenti MIG e MAG per avere una produttività confrontabile con quella dell'arco sommerso, pur con una maggiore flessibilità di impiego. In parallelo fu sviluppato il procedimento TIG, che permetteva un controllo molto preciso delle caratteristiche della saldatura ed una lavorazione continua, che non era permessa dall'elettrodo rivestito.
Infine negli anni settanta furono sviluppati i procedimenti ad energia concentrata, cioè electron beam e laser, che permettono di limitare la zona di materiale modificata dalla saldatura.
Attualmente sono in corso studi per la saldatura per diffusione, in cui non si porta a fusione il materiale da saldare, ma si sottopone a pressione ad una temperatura sufficientemente elevata perché gli atomi del reticolo cristallino diffondano attraverso la superficie di separazione dei pezzi, in modo da realizzare giunti a temperature relativamente basse.

## Descrizione

### Il processo di saldatura

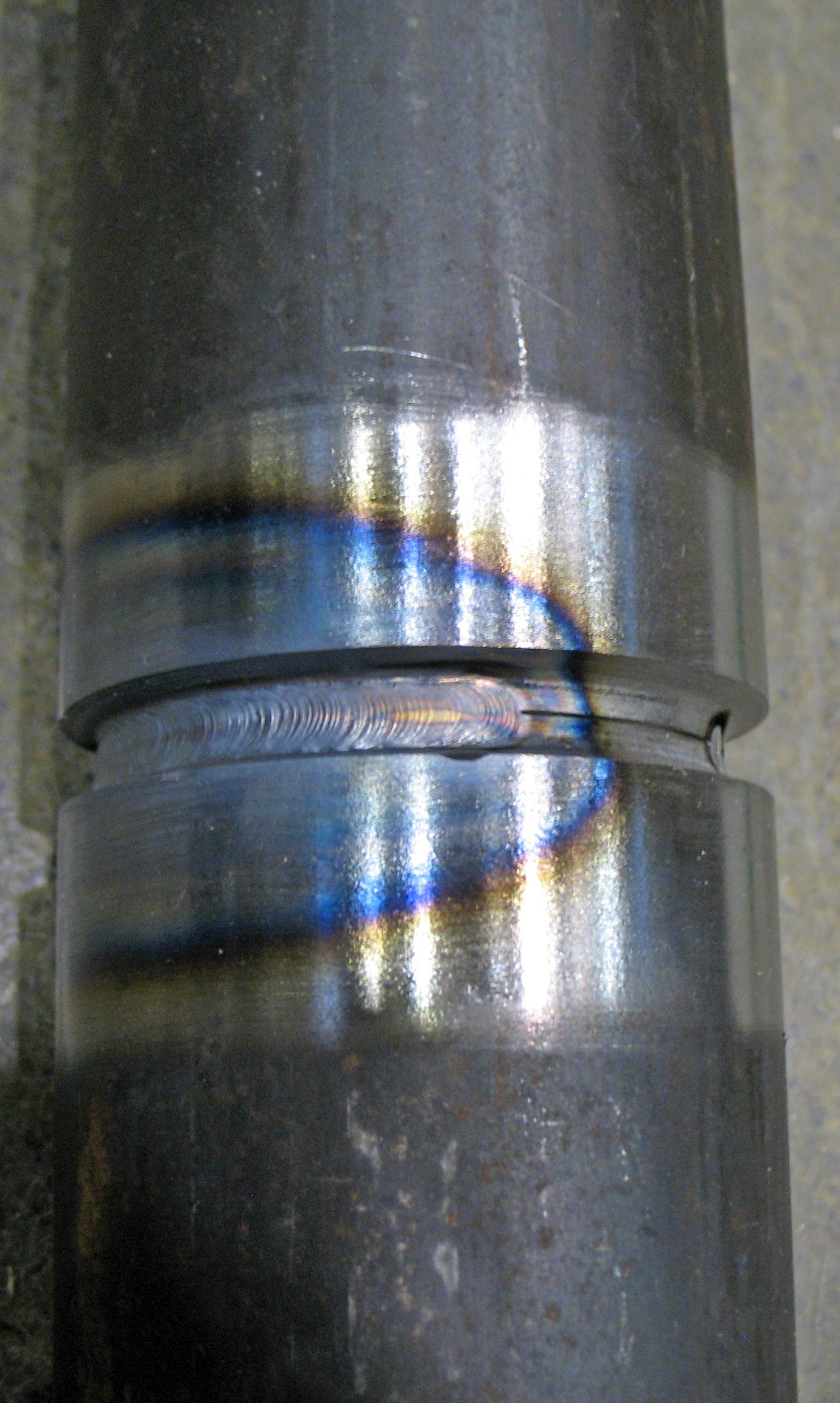
Saldatura circonferenziale su un tubo (si nota la zona termicamente alterata con colorazione diversa del metallo)

Ogni tipo di saldatura avviene mediante procedimenti differenti e macchinari specifici. Si può comunque descrivere un procedimento generico che accomuna i diversi processi di saldatura.

Tipologie base di cianfrino

Per realizzare una saldatura di due parti è necessario anzitutto preparare i due lembi del giunto mediante quella che viene definita cianfrinatura.
Quindi il giunto viene scaldato a diverse temperature a seconda del processo impiegato.
La saldatura può avvenire per fusione (passaggio di stato solido/liquido) oppure allo stato solido. Nel primo caso è necessario arrivare alla temperatura di fusione dei materiali base utilizzati; nel secondo caso è necessario arrivare a temperature inferiori a quelle di fusione ed esercitare una pressione tra i lembi da unire.
Il calore necessario all'attuazione del processo viene ottenuto con diversi sistemi:
- Una fiamma prodotta per combustione di un gas con aria o ossigeno.
- Un arco elettrico che viene formato tra due elettrodi (uno di essi può essere il pezzo stesso).
- Resistenza elettrica ottenuta per effetto Joule al passaggio di una corrente attraverso i pezzi da saldare.
- Laser ad elevata potenza o altri sistemi di apporto di energia non da fiamma.
- Frizione i componenti si riscaldano per attrito.

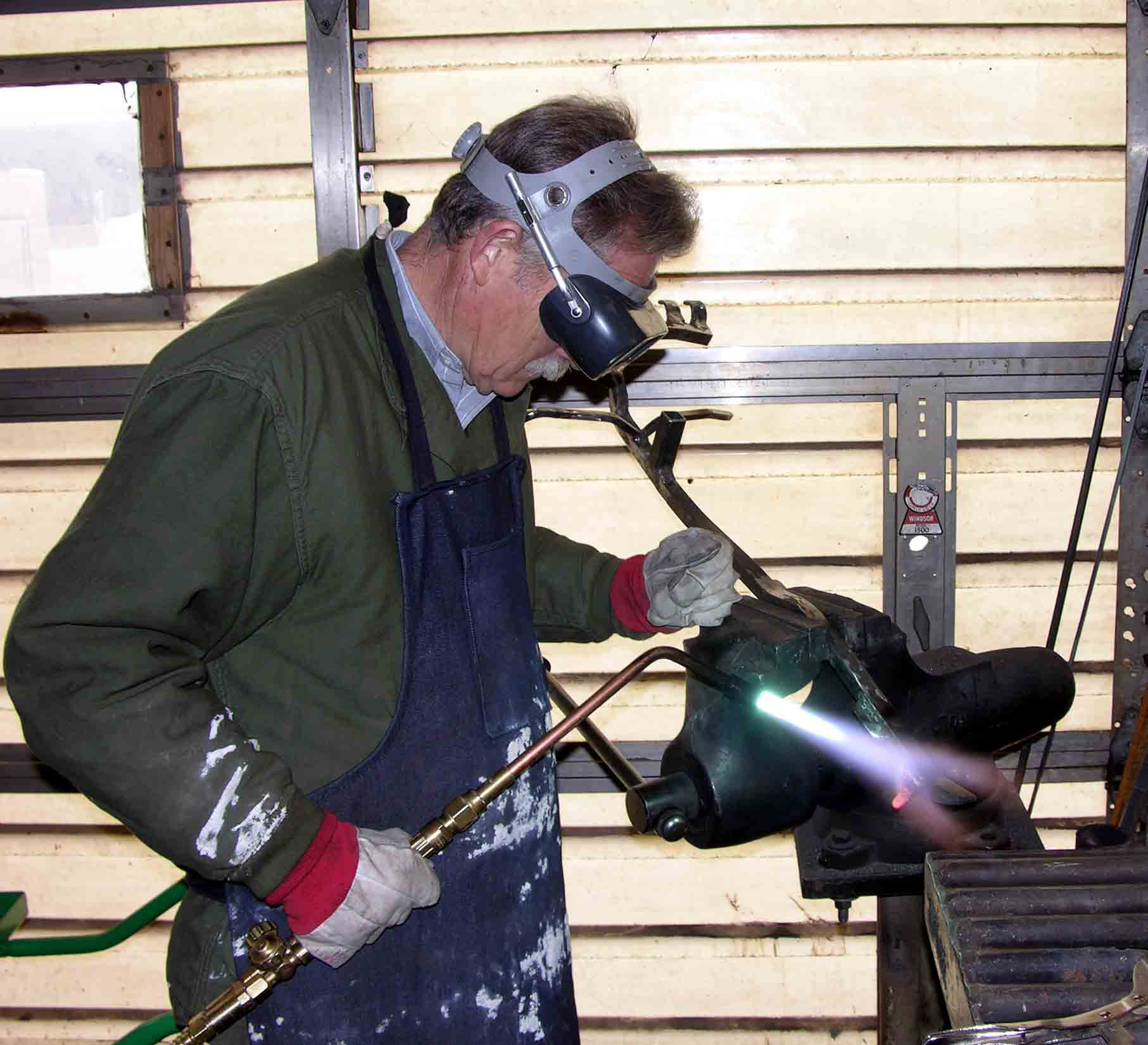
Saldatura ossiacetilenica.

Per ottenere una saldatura resistente, tecnicamente buona ed esente da imperfezioni, la zona di fusione deve essere protetta da fenomeni di ossidazione ed il metallo fuso deve essere depurato da scorie. Per evitare l'ossidazione la saldatura deve avvenire quindi in atmosfera il più possibile priva di ossigeno (inerte): a tale scopo nella zona in prossimità della saldatura devono essere aggiunte sostanze come gas, borace, silicati e carbonati, che creino una "nube protettiva" nei pressi del bagno di fusione e che permettano l'espulsione delle scorie. Nella saldatura ossiacetilenica si produce un'atmosfera riducente, mentre la saldatura ad arco viene effettuata nell'atmosfera prodotta dalla combustione del rivestimento dell'elettrodo o sotto flusso di gas.
Il metallo di apporto può essere in forma di barrette o di filo continuo, che vengono avvicinate alla zona di fusione (saldatura a fiamma e saldatura TIG, in inglese tungsten inert gas) o costituire il vero e proprio elettrodo che si fonde a causa dell'arco elettrico che esso stesso provoca.

### Principali procedimenti
Nella tabella sono indicati i principali procedimenti di saldatura, con la denominazione italiana, ISO 4063, quella dell'AWS (American Welding Society) e la sigla usata dall'AWS. Per i particolari del singolo procedimento ci si può riferire alla voce relativa.
| Denominazione italiana         | Denominazione AWS          | Sigla | ISO 4063 |
| ------------------------------ | -------------------------- | ----- | -------- |
| Ossiacetilenica                | Oxyfuel Gas Welding        | OFW   | 311      |
| Elettrodo rivestito            | Shielded Metal Arc Welding | SMAW  | 111      |
| Arco sommerso                  | Submerged Arc Welding      | SAW   | 121      |
| MIG/MAG                        | Gas Metal Arc Welding      | GMAW  | 131/135  |
| TIG                            | Gas Tungsten Arc Welding   | GTAW  | 141      |
| Saldatura a plasma             | Plasma Arc Welding         | PAW   | 15       |
| Elettroscoria                  | Electroslag Welding        | ESW   | 72       |
| Elettrogas                     | Electrogas Welding         | EGW   | 73       |
| Saldatura laser                | Laser Beam Welding         | LBW   | 52       |
| Saldatura a fascio elettronico | Electron Beam Welding      | EBW   | 51       |
| Saldatura a resistenza         | Resistance Welding         | RW    | 21       |
| Saldatura per attrito          | Friction Stir Welding      | FSW   | 42       |

### Saldatura
- saldatura eterogenea  permette di unire materiali metallici con aggiunta di materiale d'apporto differente dal materiale base.
- saldatura omogenea  permette di unire materiali metallici con aggiunta di materiale d'apporto della stessa famiglia del materiale base.
- saldatura autogena  permette di unire materiali metallici senza materiale d'apporto, prende il nome di autogena a fuoco o bollitura se viene eseguita dal fabbro, il quale scalda i pezzi tramite la fiamma in modo da raggiungere la temperatura di forgiatura/fusione, successivamente agisce tramite la mazza o il maglio per schiacciare e fondere i pezzi tra loro.[1]

### Brasatura
Nel processo di brasatura i materiali base non fondono, il metallo d'apporto fonde a temperatura inferiore del materiale base.
- brasatura forte: temperature oltre i 450 °C ma al di sotto del punto di fusione dei materiali da saldare; il giunto va preparato in modo da favorire la penetrazione del materiale di apporto per capillarità
- brasatura dolce: si effettua con temperature al di sotto dei 450 °C e al di sotto del punto di fusione dei materiali da saldare; il giunto va preparato in modo da favorire la penetrazione del materiale di apporto per capillarità
- saldobrasatura: le leghe di apporto sono leghe fondenti a temperature ancor più elevate di quelle utilizzate nella brasatura forte ma sempre inferiori al punto di fusione dei materiali da saldare; il giunto viene preparato similmente alla preparazione per una saldatura autogena.

### Saldatura a punti

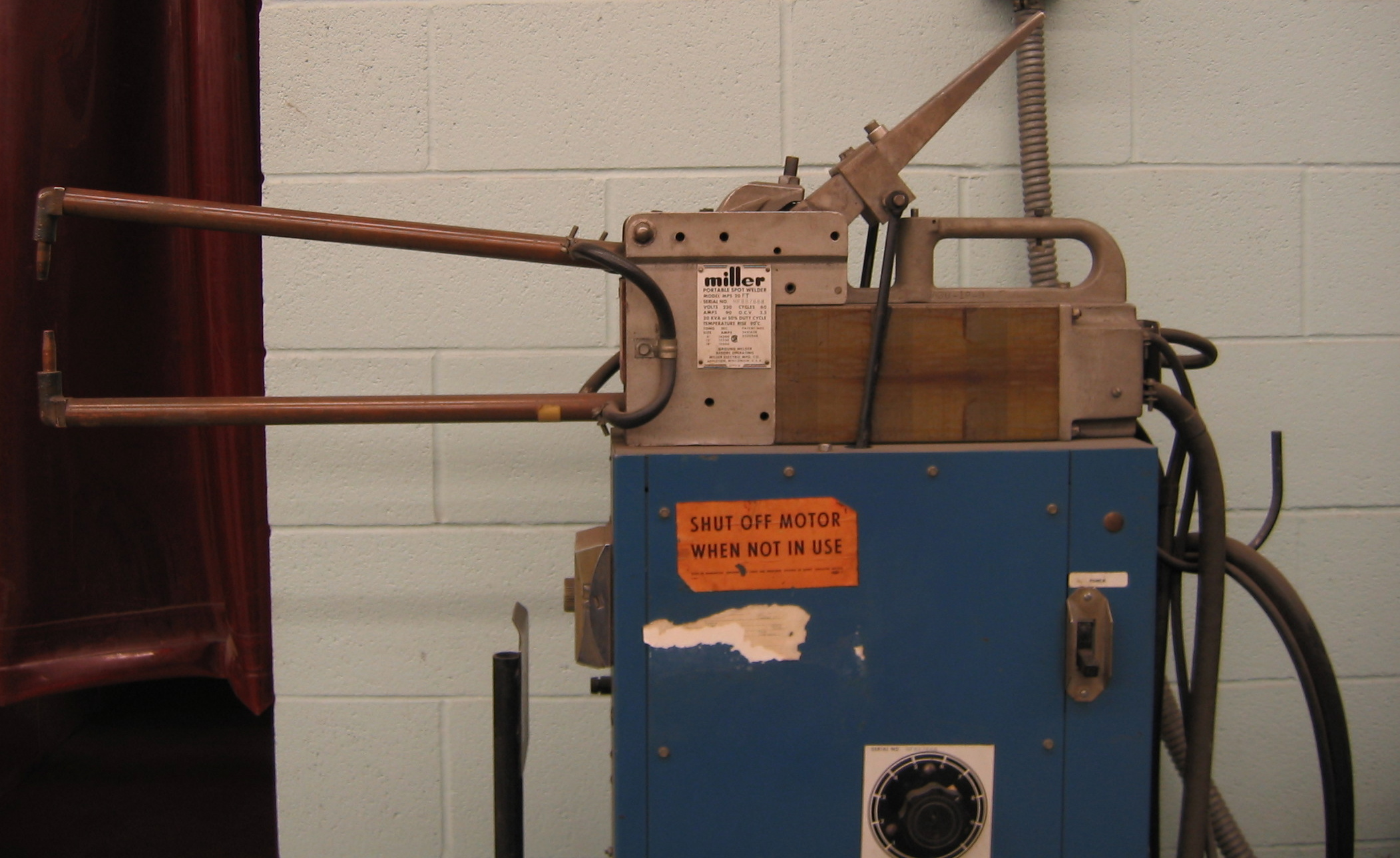
Saldatrice a punti.

Detta anche saldatura puntuale (spot welding in inglese) o chiodi di saldatura, spesso realizzata tramite saldatrici a induzione, è un tipo di saldatura a resistenza e consiste nel far combaciare le parti di materiale da saldare e nel comprimere i due pezzi mediante una macchina. 
Successivamente, il passaggio di energia elettrica scalda i corpi da saldare fino ad arrivare al punto di fusione in meno di 15 secondi, unendo così i due materiali da un chiodo interno particolarmente resistente che dura nel tempo.
Questo genere di saldatura è adottata in molti centri di presagomatura per rendere staffe doppie prodotte in un unico passaggio più rigide e quindi maneggiabili.

### Saldatura perpuntatura
La saldatura per puntatura ( tack welding ), salvo quando il termine non sia utilizzato impropriamente per indicare la saldatura puntuale di cui sopra, non si riferisce ad un particolare processo di saldatura, quanto piuttosto ad un'applicazione particolare dei processi di saldatura già accennati. Si tratta di generare punti di saldatura sul perimetro dei pezzi da unire, senza creare cioè un cordone di saldatura ovvero una saldatura continua senza interruzioni, quanto realizzando molteplici punti posti a distanze più o meno regolari tra loro. Questo modo di procedere viene spesso usato per unire parti sottoposte a scarsi sforzi meccanici, o comunque tra le quali la saldatura non debba creare un giunto ermetico. Viene utilizzato tipicamente in processi di saldatura non automatizzati come imbastitura utile a tenere assieme le parti in vista di una successiva saldatura continua.

### Saldatura a ultrasuoni
Nella saldatura a ultrasuoni, ad alta frequenza (da 15 kHz a 40 kHz) la bassa vibrazione d'ampiezza viene utilizzata per creare calore per mezzo di attrito tra i materiali da saldare. L'interfaccia delle due parti è appositamente progettata per concentrare l'energia per la resistenza di saldatura massima. La saldatura a ultrasuoni può essere utilizzata su quasi tutte le materie plastiche. È la tecnologia di termosaldatura più veloce disponibile.

## Applicazioni principali

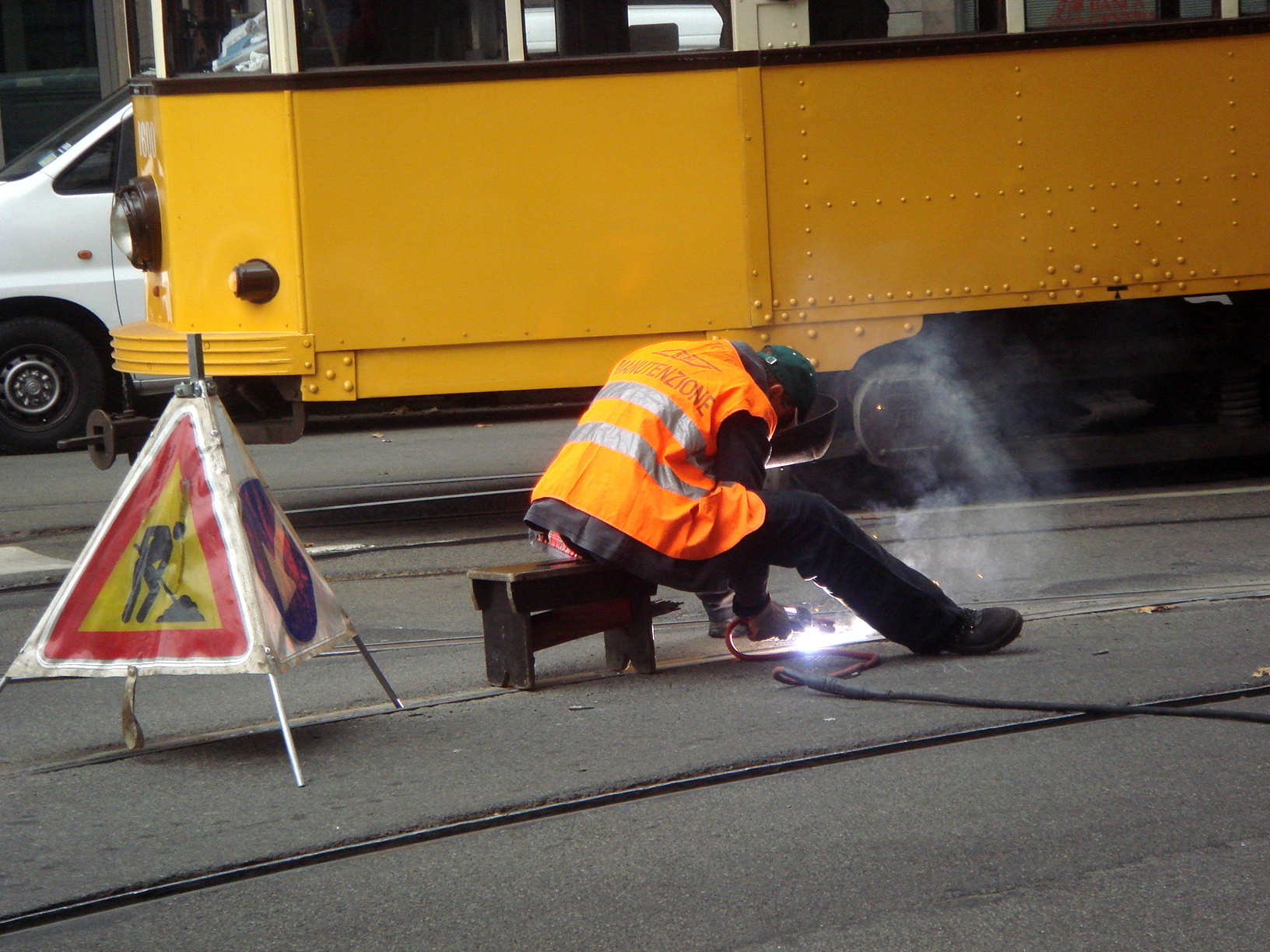
Saldatura dei binari di un tram.

La caratteristica principale della saldatura è di creare strutture monolitiche, cioè strutture che non presentano discontinuità di caratteristiche in presenza dei giunti. Questa particolarità della saldatura è di notevole importanza sia quando è richiesta una resistenza meccanica uniforme sia quando è richiesta una resistenza uniforme ad aggressioni esterne (per esempio alla corrosione). Date queste caratteristiche, la saldatura ha applicazioni notevoli in diversi campi dell'ingegneria:
- Ingegneria meccanica: costruzione di strutture meccaniche di forma complessa e sottoposte a sforzi significativi
- Ingegneria civile: costruzione di strutture metalliche di supporto a edifici o ponti
- Ingegneria chimica: costruzione di recipienti (in pressione o meno), di casse di pompe, di casse di valvole e di reti di tubazioni
- Ingegneria nucleare: recipienti a pressione per reattori, tubazioni, strutture di sicurezza e contenimento
- Ingegneria dei trasporti: costruzione di veicoli terrestri e navali
- Ingegneria aeronautica: strutture portanti per aeromobili.

Vi sono comunque dei casi particolari in cui la saldatura viene utilizzata per unioni "parzialmente" continue come nel caso della "puntatura".

## Controllo delle saldature
Le implicazioni di sicurezza collegate all'uso della saldatura, soprattutto nel campo dei recipienti a pressione e dell'ingegneria civile hanno imposto criteri sulla garanzia dell'affidabilità delle saldature. Questo controllo avviene su due fasi distinte:
- Controllo del personale e del procedimento (controllo preventivo)
- Controllo del giunto saldato (controllo di produzione)

### Controllo e qualifica dei procedimenti di saldatura
La saldatura deve essere effettuata solo da personale qualificato e utilizzando procedimenti qualificati, le norme di qualifica dei procedimenti variano a seconda del campo di applicazione ed a seconda del materiale che deve essere saldato (variabili essenziali). In particolare in ambito europeo si seguono le UNI EN ISO 15614-1:2017 per la qualifica dei procedimenti ad arco voltaico di acciai e leghe di nichel, UNI EN ISO 9606/1:2013 per i saldatori, UNI EN ISO 14732 per la qualifica degli operatori di saldatura mentre negli Stati Uniti si applicano le norme ASME Sect. IX.
In genere per qualificare un procedimento devono essere eseguiti dei talloni, che vengono controllati con metodi non distruttivi e da cui sono ricavati provini per prove distruttive (trazione, pieghe al dritto, pieghe al rovescio, resilienza, durezze etc.)

### Controllo dei giunti saldati dopo produzione
Il giunti saldati, dopo l'esecuzione, vengono sottoposti a controlli non distruttivi (radiografia, ultrasuoni, liquidi penetranti, ecc.) più o meno estesi, a seconda dell'affidabilità richiesta al giunto. Inoltre per un numero prefissato di metri di saldatura o di giunti (in dipendenza dal campo di applicazione) vengono prodotti altri talloni che saranno sottoposti a prove distruttive (generalmente quelle più significative fra quelle già subite nel corso della qualifica del procedimento).

## Saldabilità dei metalli
Nelle tabelle seguenti sono presentati i metalli più usati con un rating di saldabilità: da 0 (saldatura impossibile) a 5 (buona saldabilità).

### Saldabilità degli acciai
| Tipo di acciaio                  | Saldabilità | Note |
| -------------------------------- | ----------- | --- |
| Acciai al C                      | 5           | |
| Acciai basso legati al Mn        | 4           | |
| Acciai ad alto carbonio (>0,45%) | 1           | Usata solo per riparazione o per ricarico |
| Acciai bonificati                | 3           | Possono essere saldati con molte precauzioni |
| Acciai al Cr Mo                  | 3           | Richiedono un preriscaldo e, a volte, un trattamento termico dopo saldatura. |
| Acciai inossidabili austenitici  | 5           | |
| Acciai inossidabili martensitici | 2           | Richiedono un forte preriscaldo, e il trattamento termico di rinvenimento dopo saldatura è praticamente obbligatorio. |
| Ghise                            | 0           | È sconsigliabile la saldatura di ghise, può essere saldata solo ghisa sferoidale, con notevoli precauzioni, ma volendo è possibile, utilizzando prodotti con apporto di materiale ad alto allungamento meccanico con sistema a polvere metallica a base di nichel con cannello ossiacetilenico particolare, che ospita una cartuccia con all'interno il materiale da depositare, oppure elettrodi a base di nichel. |

### Saldabilità dei materiali non ferrosi
| Metallo o lega              | Saldabilità | Note |
| --------------------------- | ----------- | --- |
| Rame                        | 4           | |
| Leghe di Cu                 | 2           | In genere le leghe di rame sono saldabili solo con difficoltà, fanno eccezione i bronzi al Si, le leghe Cu Ni generalmente presentano la saldabilità delle leghe di Ni |
| Leghe di Nickel             | 5           | |
| Alluminio                   | 4           | In genere è saldabile, se non ha caratteristiche meccaniche ottenute tramite lavorazione a freddo                                                                      |
| Leghe di Al                 | 3           | |
| Piombo                      | 4           | Saldabile senza grosse difficoltà, ma solo OFW ed in piano |
| Titanio e leghe             | 4           | |
| Metalli refrattari (Nb, Ta) | 1           | |
| Metalli refrattari (W e Mo) | 0           | |

## Posizione di saldatura
In funzione del cordone secondo la norma EN ISO 6947:2011 si distinguono le seguenti posizioni di saldatura:
- in piano - il cordone è in corrispondenza dell'estradosso dei pezzi saldati
- verticale
- frontale
- sovratesta - il cordone è in corrispondenza dell'intradosso dei pezzi saldati

## Tipi di giunti

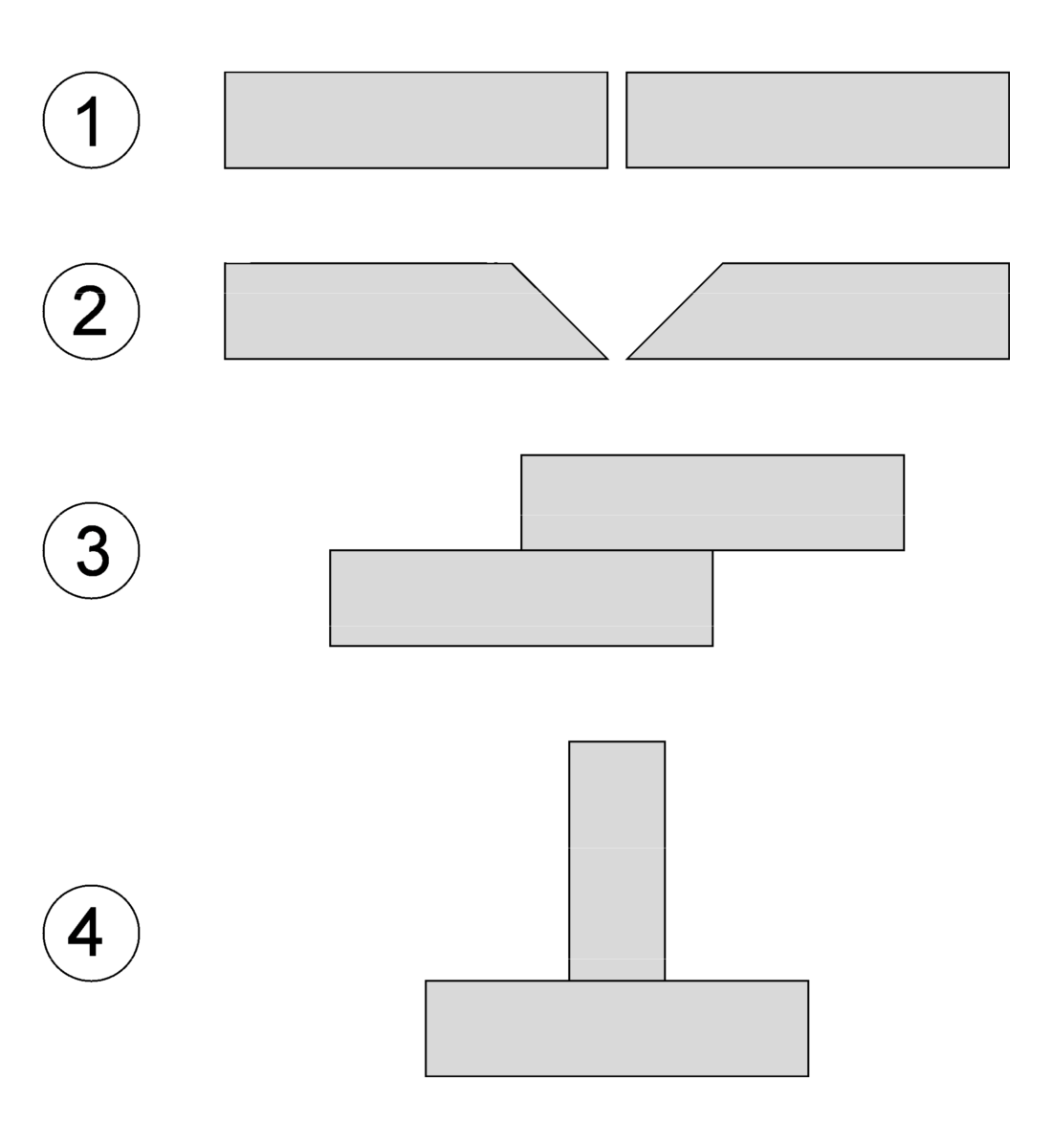
alcuni tipi di giunto 1) di testa, 2) di testa con cianfrinatura; 3) a sovrapposizione; 4) a T

In base alla posizione relativa dei pezzi da saldare si distinguono i seguenti tipi di giunto
- di testa
- a L
- a T
- di spigolo
- a sovrapposizione